# Silley-Bléfond
Silley-Bléfond est une commune française située dans le département du Doubs, la région culturelle et historique de Franche-Comté et la région administrative Bourgogne-Franche-Comté.
Ses habitants se nomment les Silleys.

## Géographie
Le village est situé à 5 km au sud-ouest de Baume-les-Dames, au bord de l'Audeux qui servit jadis à alimenter plusieurs moulins.

### Climat
Pour des articles plus généraux, voir Climat de la Bourgogne-Franche-Comté et Climat du Doubs.
En 2010, le climat de la commune est de type climat de montagne, selon une étude du Centre national de la recherche scientifique s'appuyant sur une série de données couvrant la période 1971-2000. En 2020, Météo-France publie une typologie des climats de la France métropolitaine dans laquelle la commune est dans une zone de transition entre le climat semi-continental et le climat de montagne et est dans la région climatique  Jura, caractérisée par une forte pluviométrie en toutes saisons (1 000 à 1 500 mm/an), des hivers rigoureux et un ensoleillement médiocre. 
Pour la période 1971-2000, la température annuelle moyenne est de 9,9 °C, avec une amplitude thermique annuelle de 17 °C. Le cumul annuel moyen de précipitations est de 1 270 mm, avec 13,4 jours de précipitations en janvier et 10,5 jours en juillet. Pour la période 1991-2020, la température moyenne annuelle observée sur la station météorologique de Météo-France la plus proche, « Pouligney », sur la commune de Pouligney-Lusans à 9 km à vol d'oiseau, est de 10,9 °C et le cumul annuel moyen de précipitations est de 1 214,6 mm. 
La température maximale relevée sur cette station est de 40 °C, atteinte le 25 juillet 2019 ; la température minimale est de −23 °C, atteinte le 20 décembre 2009,,. 
Les paramètres climatiques de la commune ont été estimés pour le milieu du siècle (2041-2070) selon différents scénarios d'émission de gaz à effet de serre à partir des nouvelles projections climatiques de référence DRIAS-2020. Ils sont consultables sur un site dédié publié par Météo-France en novembre 2022.

## Urbanisme

### Typologie
Au 1er janvier 2024, Silley-Bléfond est catégorisée commune rurale à habitat dispersé, selon la nouvelle grille communale de densité à 7 niveaux définie par l'Insee en 2022.
Elle est située hors unité urbaine. Par ailleurs la commune fait partie de l'aire d'attraction de Besançon, dont elle est une commune de la couronne,. Cette aire, qui regroupe 310 communes, est catégorisée dans les aires de 200 000 à moins de 700 000 habitants,.

### Occupation des sols
L'occupation des sols de la commune, telle qu'elle ressort de la base de données européenne d’occupation biophysique des sols Corine Land Cover (CLC), est marquée par l'importance des forêts et milieux semi-naturels (53,1 % en 2018), en augmentation par rapport à 1990 (51,6 %). La répartition détaillée en 2018 est la suivante : 
forêts (53,1 %), zones agricoles hétérogènes (23,7 %), terres arables (23,2 %). L'évolution de l’occupation des sols de la commune et de ses infrastructures peut être observée sur les différentes représentations cartographiques du territoire : la carte de Cassini (XVIIIe siècle), la carte d'état-major (1820-1866) et les cartes ou photos aériennes de l'IGN pour la période actuelle (1950 à aujourd'hui).

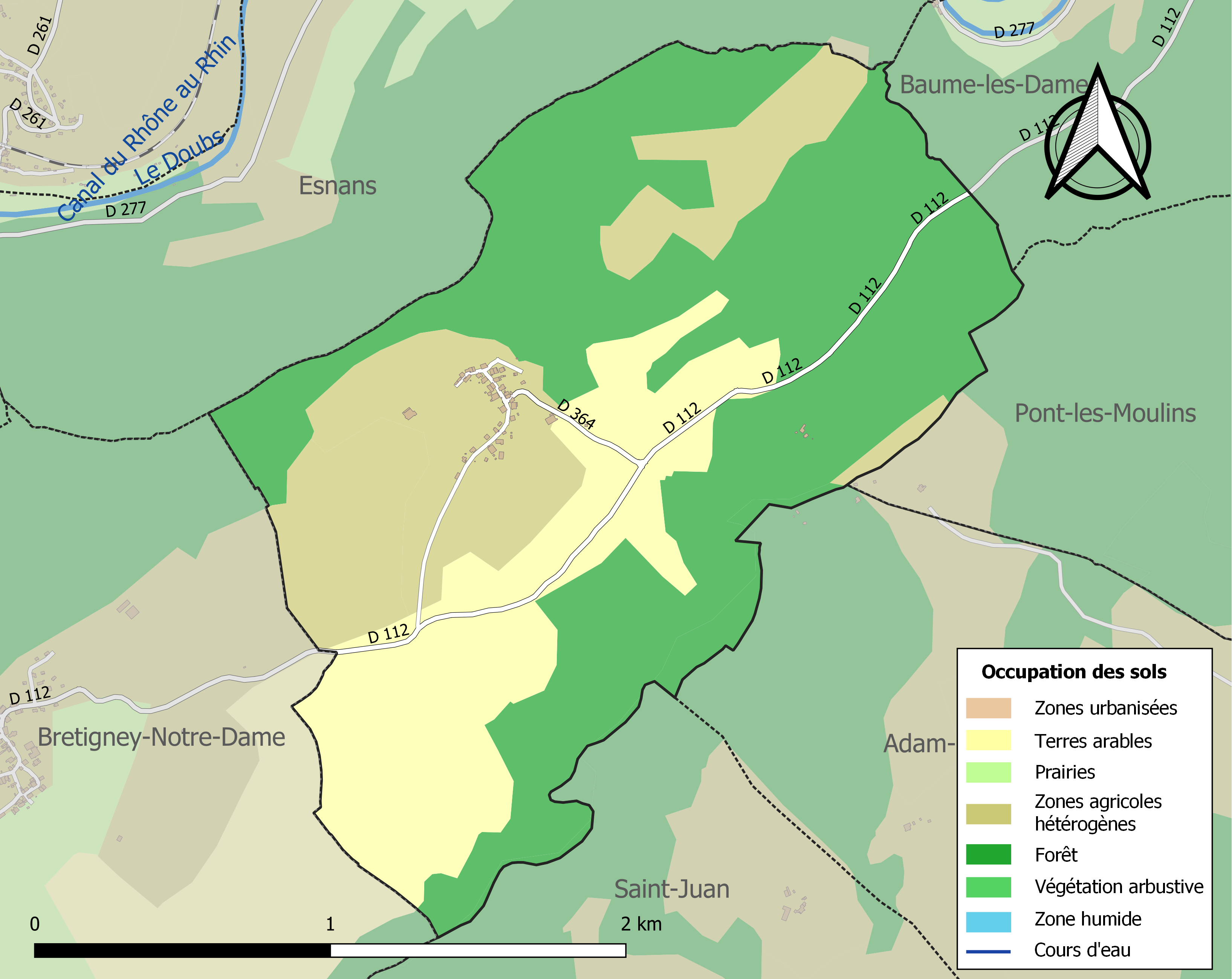
Carte des infrastructures et de l'occupation des sols de la commune en 2018 (CLC).

## Histoire
Siley en 1060, Silley en 1148 ; Seilley-le-Chastel, Seilley la ville en 1264 ; Silley en 1286 ; Ceilley en 1556 ; Cilley en 1584. Silley-Bléfond depuis 1922.

## Politique et administration
| Période                                  | Période                   | Identité                                         | Étiquette | Qualité     |
| ---------------------------------------- | ------------------------- | ------------------------------------------------ | --------- | ----------- |
| mars 2008                                | 2014                      | Michel Coquard                                   |           |             |
| mars 2014                                | En cours (au 31 mai 2020) | Jean-Pierre Comte Réélu pour le mandat 2020-2026 | SE        | Agriculteur |
| Les données manquantes sont à compléter. |                           |                                                  |           |             |

## Démographie
L'évolution du nombre d'habitants est connue à travers les recensements de la population effectués dans la commune depuis 1793. Pour les communes de moins de 10 000 habitants, une enquête de recensement portant sur toute la population est réalisée tous les cinq ans, les populations de référence des années intermédiaires étant quant à elles estimées par interpolation ou extrapolation. Pour la commune, le premier recensement exhaustif entrant dans le cadre du nouveau dispositif a été réalisé en 2008.

En 2022, la commune comptait 57 habitants, en évolution de +7,55 % par rapport à 2016 (Doubs : +1,88 %, France hors Mayotte : +2,11 %).
| 1793 | 1800 | 1806 | 1821 | 1831 | 1836 | 1841 | 1846 | 1851 |
| ---- | ---- | ---- | ---- | ---- | ---- | ---- | ---- | ---- |
| 148  | 153  | 194  | 203  | 206  | 208  | 223  | 203  | 171  |

| 1856 | 1861 | 1866 | 1872 | 1876 | 1881 | 1886 | 1891 | 1896 |
| ---- | ---- | ---- | ---- | ---- | ---- | ---- | ---- | ---- |
| 167  | 151  | 142  | 130  | 111  | 135  | 139  | 116  | 109  |

| 1901 | 1906 | 1911 | 1921 | 1926 | 1931 | 1936 | 1946 | 1954 |
| ---- | ---- | ---- | ---- | ---- | ---- | ---- | ---- | ---- |
| 101  | 98   | 86   | 66   | 75   | 66   | 66   | 56   | 70   |

| 1962 | 1968 | 1975 | 1982 | 1990 | 1999 | 2006 | 2008 | 2013 |
| ---- | ---- | ---- | ---- | ---- | ---- | ---- | ---- | ---- |
| 59   | 62   | 57   | 57   | 47   | 59   | 70   | 73   | 54   |

| 2018 | 2022 | - | - | - | - | - | - | - |
| ---- | ---- | - | - | - | - | - | - | - |
| 60   | 57   | - | - | - | - | - | - | - |

## Lieux et monuments

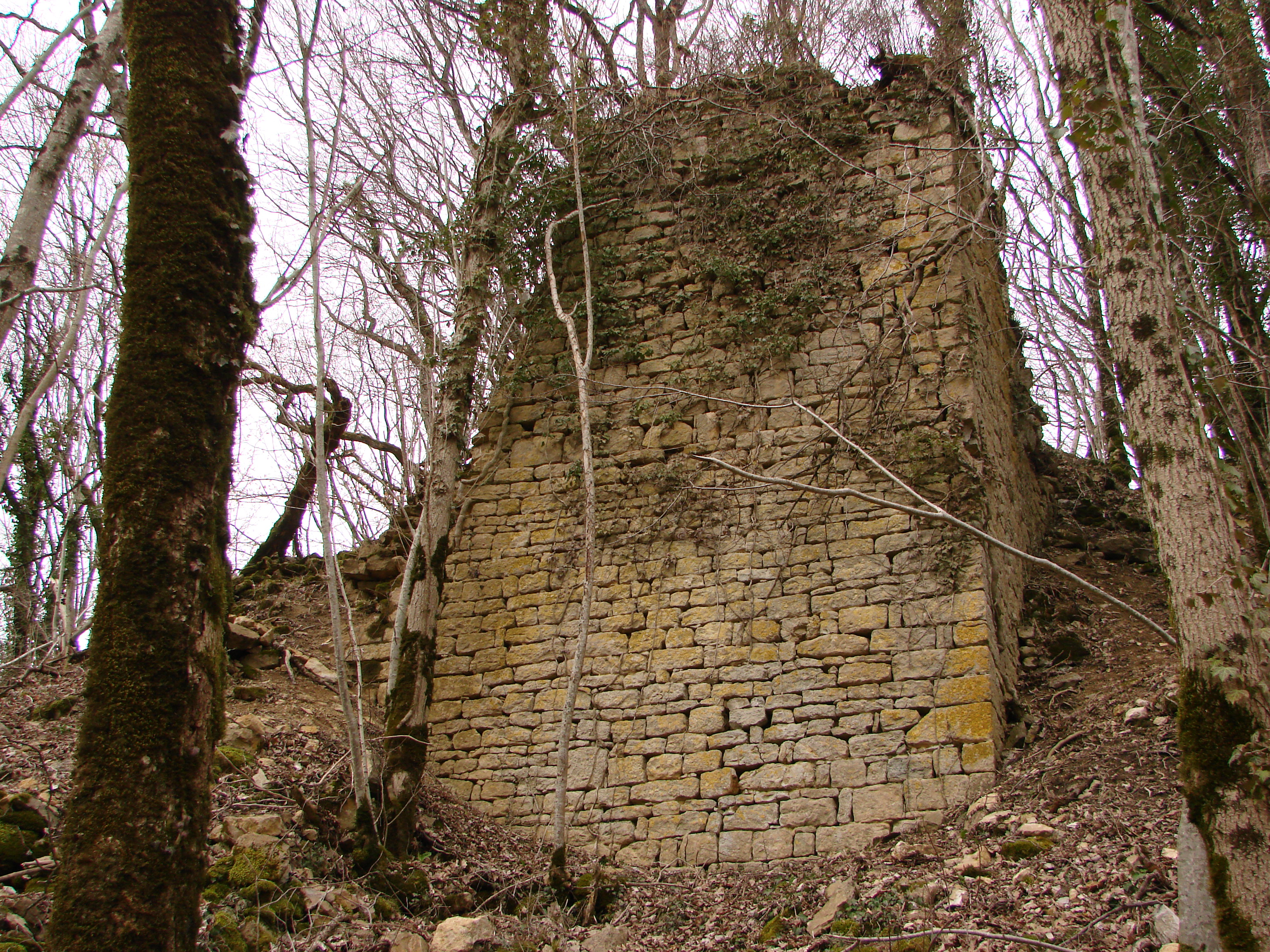
Vestiges orientés au sud de la dernière des trois tours du château de Silley.

- Château bâti au début du XIIIe siècle (ruines).

On peut y remarquer : un double fossé côté est, partiellement taillé dans le roc, protégeant le château à proprement parler. Celui-ci présente un tracé quadrangulaire. À l'opposé, un second fossé taillé totalement dans le roc, barre l'accès ouest du site castral. 
Ce château possédait trois tours d'angles dont la plus massive avait été bâtie à l'aplomb du précipice est, sur le rocher.
Elle dominait les deux autres, et protégeait l'accès du château, la courtine est et faisait saillie par rapport à la seconde tour qui marquait l'angle sud / sud-est. Cette dernière protégeait la troisième tour qui était en retrait. Le second étage de cette tour était voûtée comme il est encore possible de le voir actuellement.
Fief aux mains des Neufchâtel-en-bourgogne, il est cité pour la première fois en septembre 1215 sous la forme de castellum, en 1265 "Chastel de Scylley" puis encore en 1336 "Silley le chastel".
Le château a été assiégé par les Routiers aux alentours de 1346, lesquels ravageaient alors la région.
La forteresse fut assiégée, prise et démantelée par les troupes de Louis XI, au cours des guerres de Bourgogne, vers 1479.
Non loin de là (plus de vestiges présents à ce jour), était le bourg castral dénommé en 1265 "La ville de Scylley".
De nos jours, faibles sont les vestiges du fait de la récupération des matériaux par les villageois. Il est tout de même possible de distinguer les vestiges de la courtine est, la tour d'angle sud-ouest qui battait le fossé, les soubassements de la tour sud - sud-est, les caves effondrées d'un palas (?), les substructures d'un bâtiment rectangulaire de 7,50 m × 3,20 m environ, la citerne d'une profondeur de plus de deux mètres et qui est totalement taillée dans le roc.
- Le mont Dommage qui culmine à 569 mètres et qui offre une vue splendide sur la vallée du Doubs.

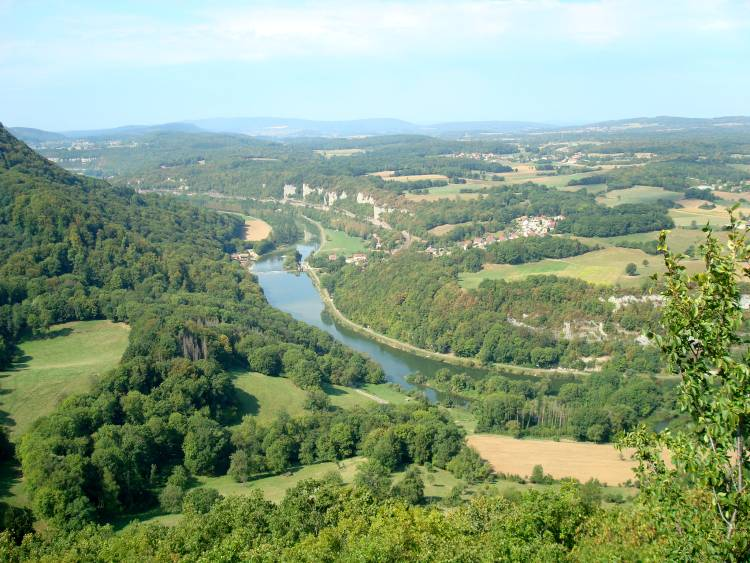
Vue du Doubs depuis le mont Dommage.

- La vallée et les cuves de Bléfond[20] :  au fond de la vallée, près d'une petite chapelle, le Sesserant (résurgence de l'Audeux souterrain) prend sa source et alimente un joli moulin daté de 1698 & bâtiments annexes de 1733. Ensuite, il traverse un canyon encaissé créant de belles marmites de géant appelées « Cuves de Bléfond » juste en aval des ruines d'un ancien moulin dont le barrage est encore présent.

Le hameau de Bléfond
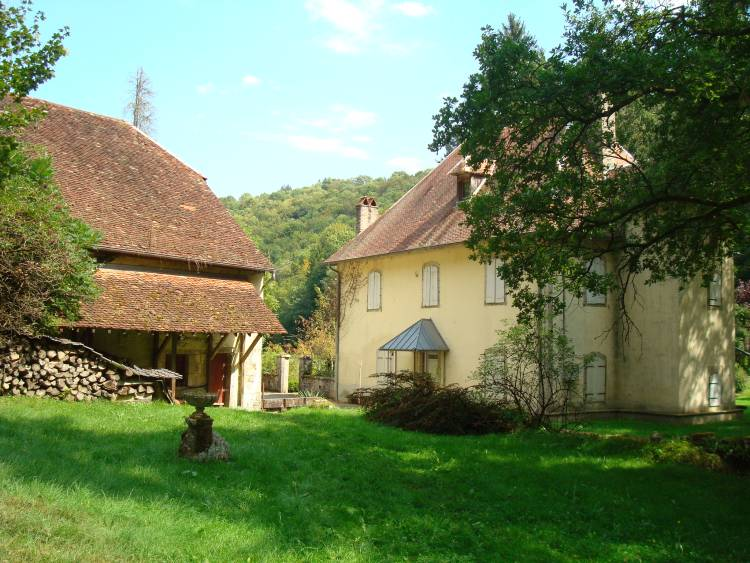
Le moulin et les dépendances à Bléfond.
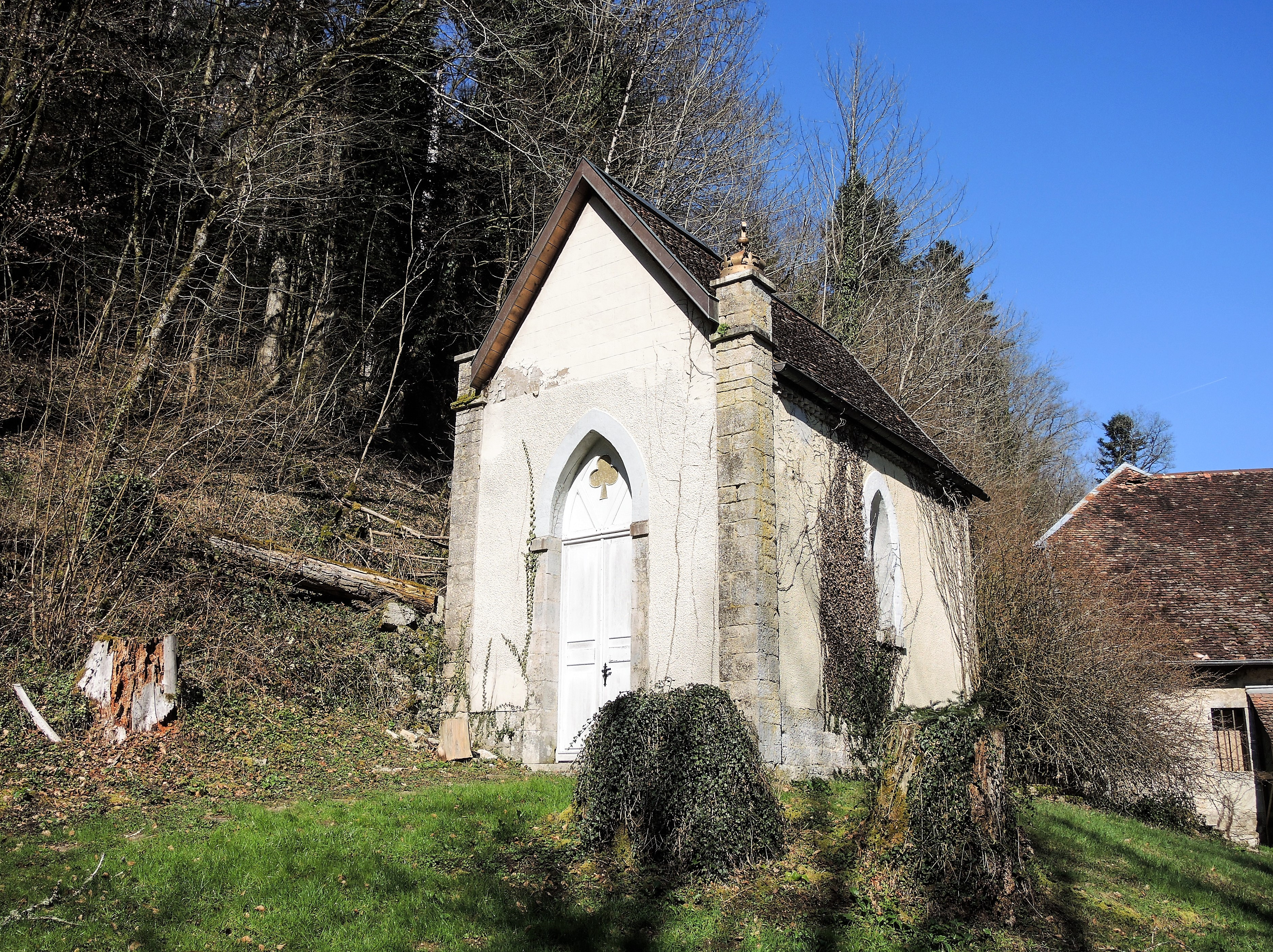
Chapelle de Bléfond près de la source du Sesserant.
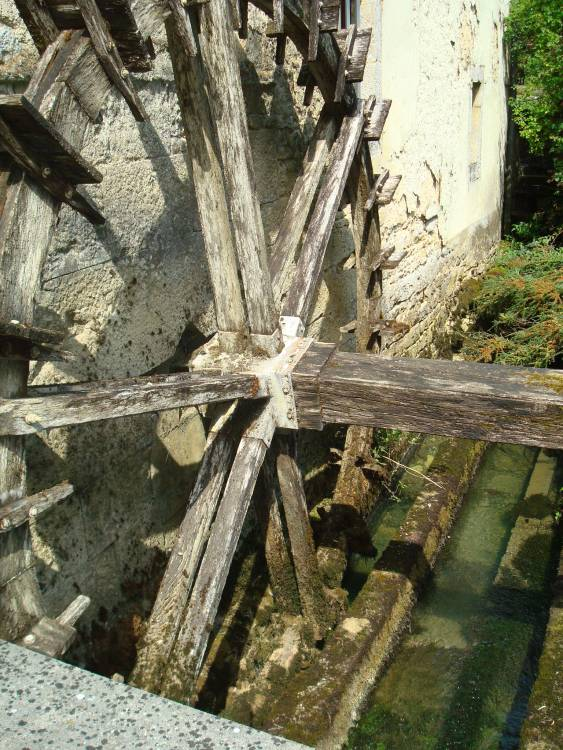
Roue à aubes du moulin.
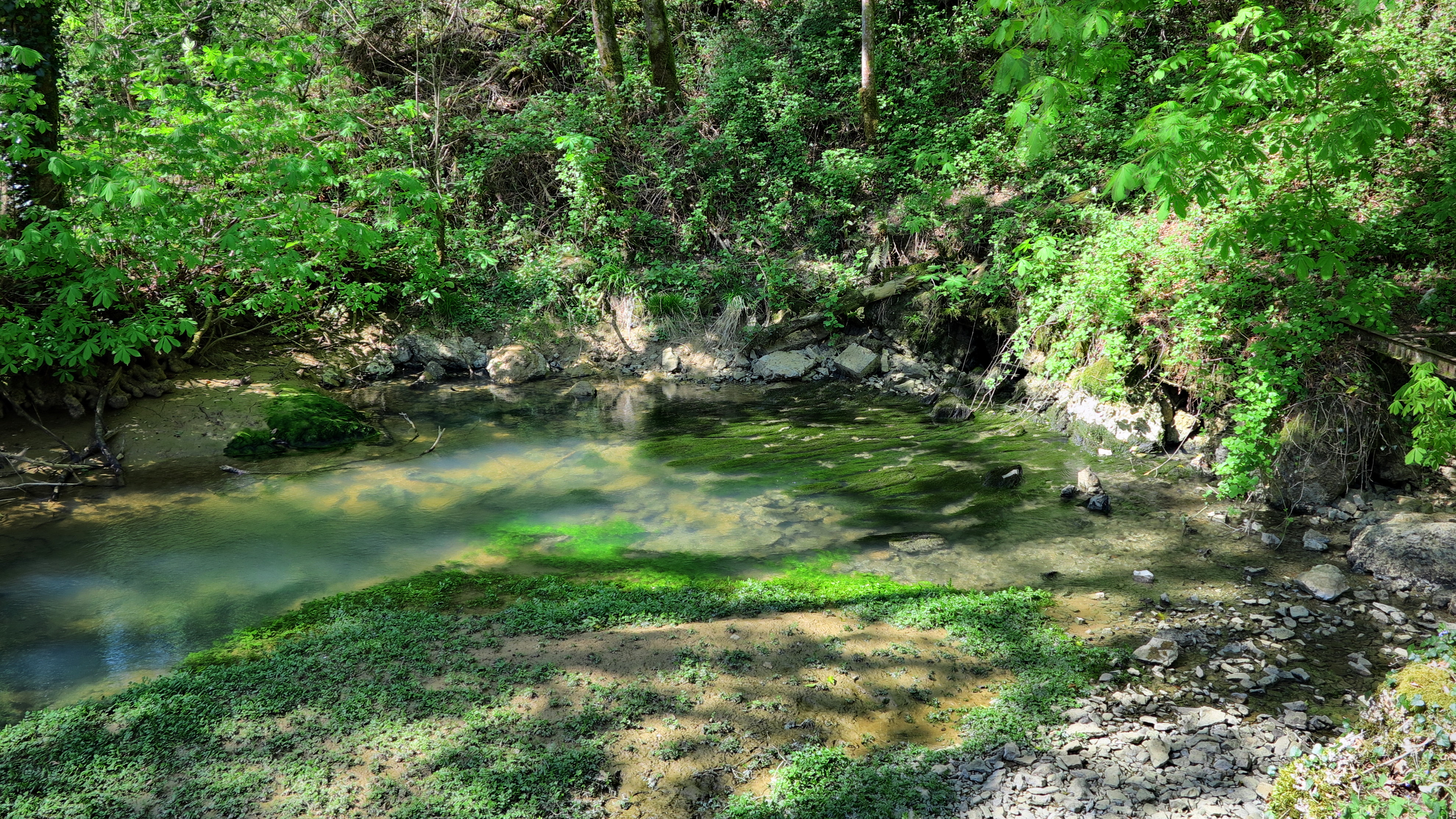
La source du Sesserant.

Les cuves de Bléfond
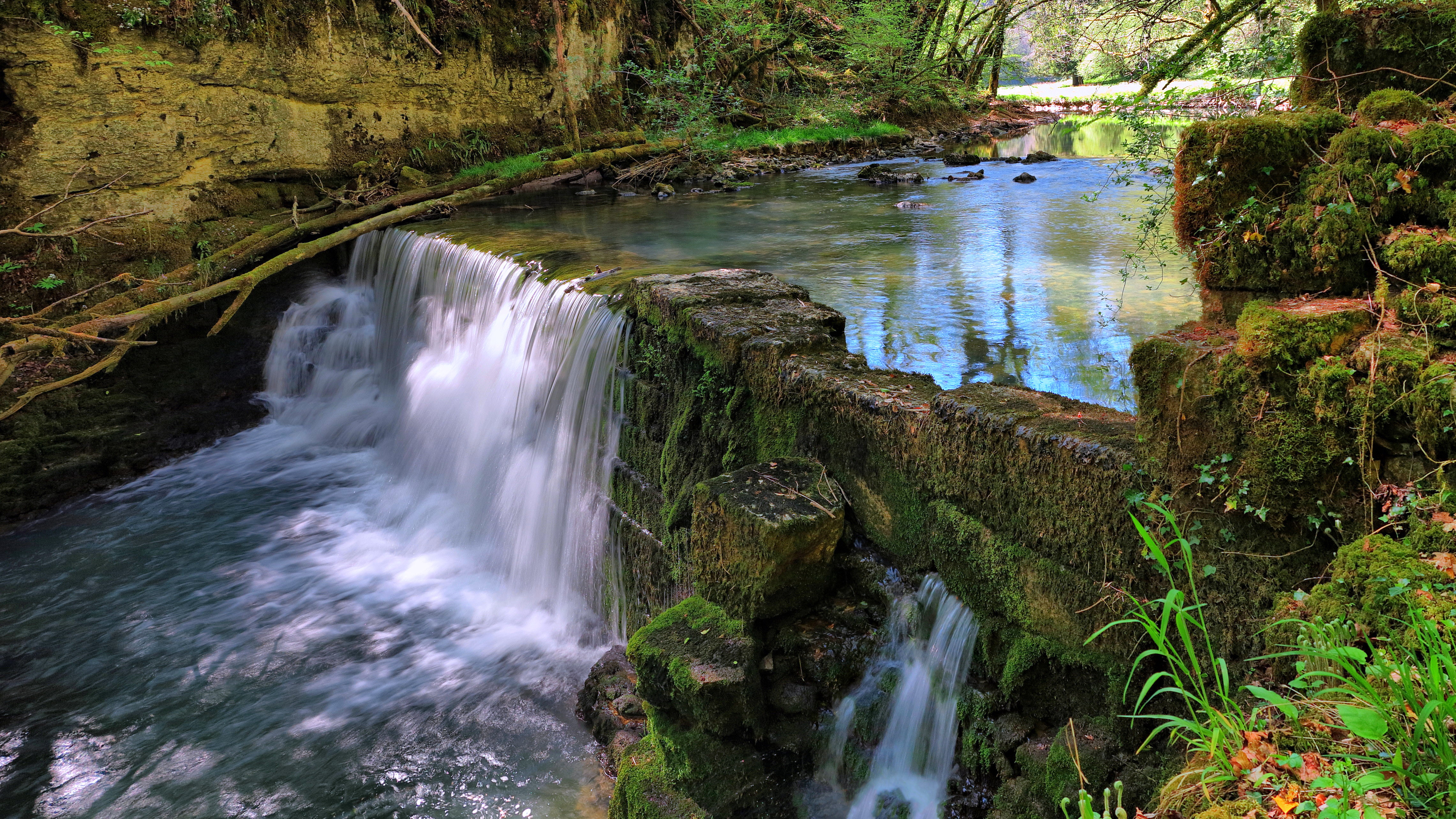
Les ruines de l'ancien moulin sur le Sesserant.
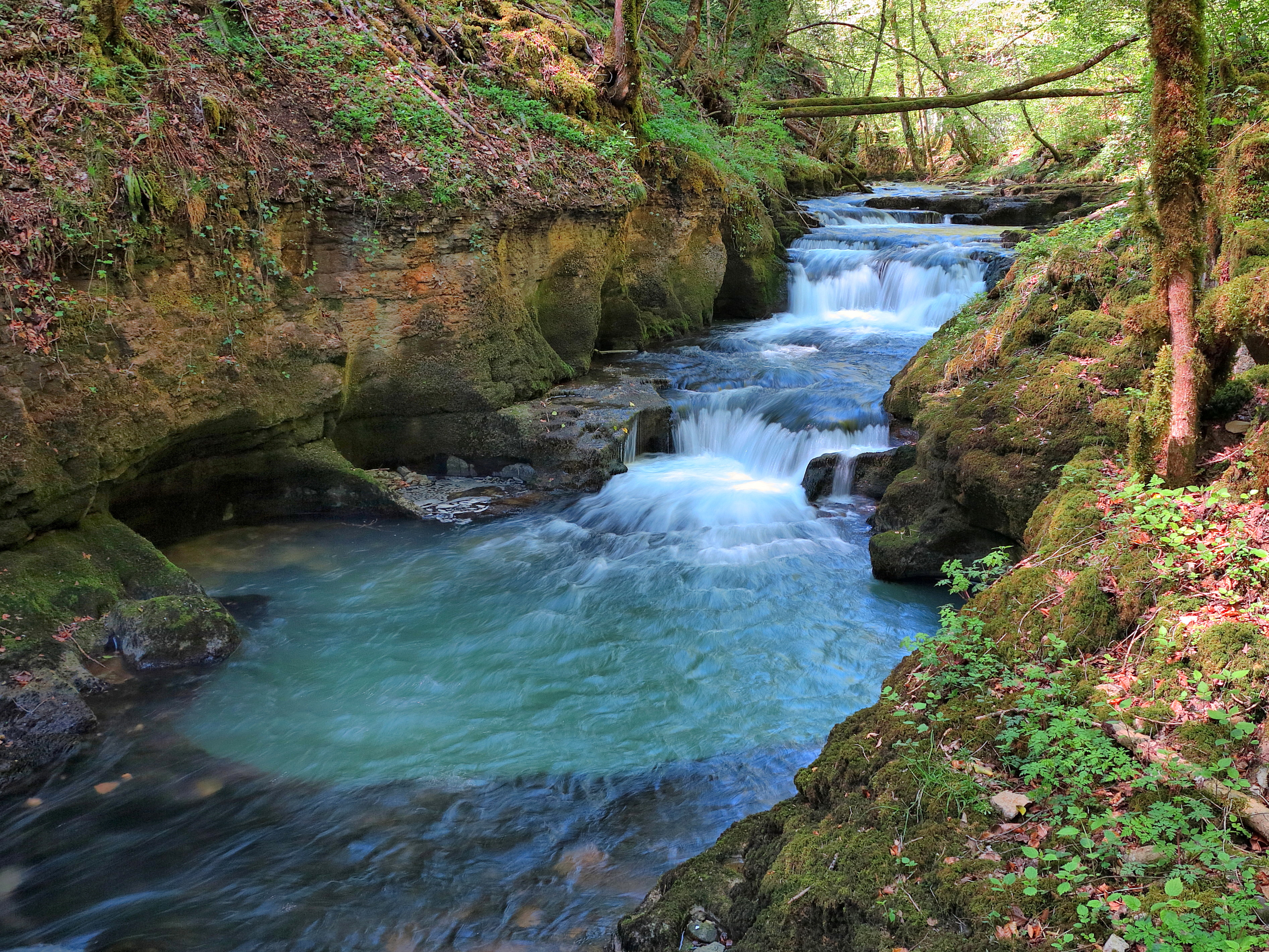
Cascades et marmites sur le Sesserant.
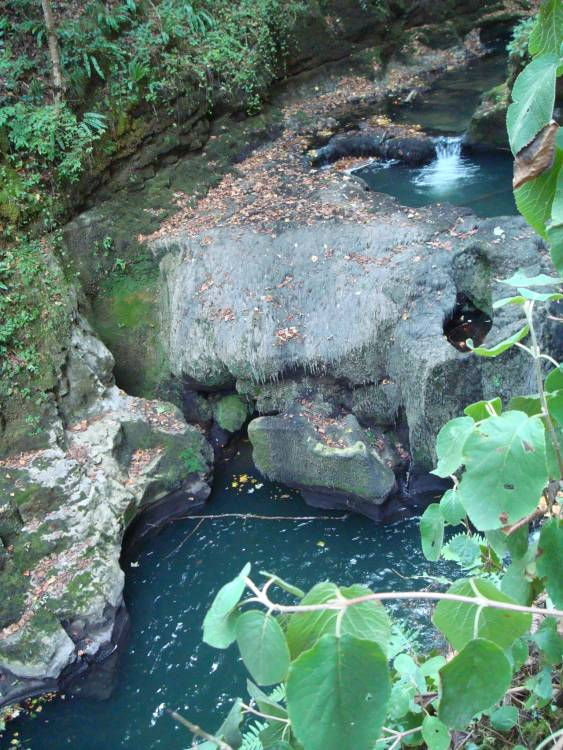
Chutes d'eau qui alimentaient un moulin.
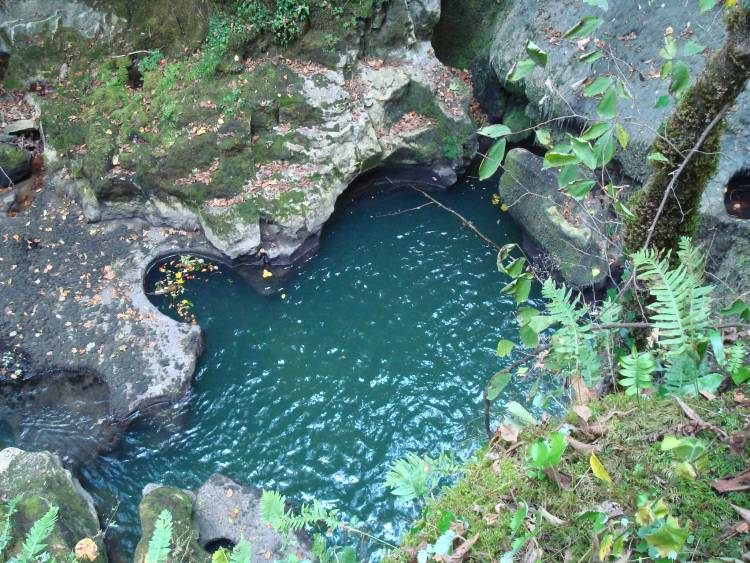
Cuve ou marmite creusée dans le lit de l'Audeux.

- Chemin taillé dans le roc et protégé par une madone de 1738 qui est insérée dans une niche.